# Повесть о Савве Грудцыне
Повесть о Савве Грудцыне — памятник русской литературы XVII века. Представляет собой прозаический текст, сочетающий в себе как элементы, характерные для средневековой литературы (поучение, религиозные мотивы, тема спасения души), так и характерные особенности литературы переходного периода от древней русской литературы к новой (описание чувств героя, история жизни конкретного человека, детали быта).

## Основные сведения
До наших дней сохранилось около 80  копий повести, причём большинство из них относятся к XVIII веку. При этом пометки с названиями городов, обнаруживаемые на листах некоторых рукописей, указывают на широкое распространение текста. Как отмечает М. Скрипиль, интерес у читателей вызывала в первую очередь авантюрная, романтическая сторона повествования. Этим были обусловлены изменения, которые текст «Повести» претерпел в XVIII веке. Сокращениям подверглись как начало текста (упоминания о Смутном времени), так и его заключительная часть (описание чудесного исцеления). Эти темы были уже менее актуальны для читателей, среди которых были представители купечества, провинциального духовенства, а также мещан. Некоторой переработке со временем подвергался не только сюжет, но и язык повести, из которого исчезали архаические слова и конструкции. В современных изданиях «Повести о Савве Грудцыне» текст, как правило, приводится по одному из древнейших списков.

## Сюжет и его особенности
В сюжете повести можно выделить два слоя, близкие к разным типам. Один из них включает в себя описание прегрешений героя, постигшей его кары, покаяния и чудесного исцеления. Он связан с религиозной легендой. Второй слой соотносится с волшебной сказкой и включает в себя такие элементы, как дары волшебного помощника, троекратное одержание победы над богатырями. Автор повести попеременно следует то одной, то другой сюжетной схеме, что было практически невозможным в литературе предшествующих периодов.